# Daylesford

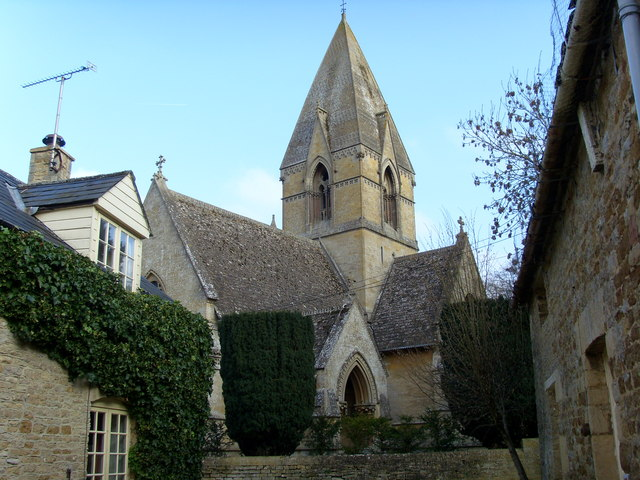
Kościół św. Piotra

Daylesford – miejscowość w południowo-zachodniej Anglii, w Cotswold, hrabstwie Gloucestershire. Przez wiele lat należała do szlacheckiej rodziny Hastings. Znajduje się w niej Daylesford House - dawna siedziba Warrena Hastingsa, generalnego gubernatora Indii oraz kościół św. Piotra.